# Aprionus praecipuus
Aprionus praecipuus är en tvåvingeart som beskrevs av Jaschhof 2009. Aprionus praecipuus ingår i släktet Aprionus, och familjen gallmyggor. Arten är reproducerande i Sverige.